# Neon Lights
«Neon Lights» —en español: «Luces de neón»— es el tercer sencillo de Demi Lovato, incluido en su cuarto álbum de estudio, DEMI. Debutó en la Digital Songs en el número 30 con 51 000 descargas vendidas.

## Lanzamiento
Los rumores del lanzamiento de «Neon Lights» como el tercer sencillo de Demi, iniciaron luego de que Hollywood Records publicara el tema en su página de SoundCloud. Asimismo, la noticia fue semi-confirmada en una nota de prensa de la compañía recaudadora de fondos Today for We Day Toronto, en la que llamaba «sencillo» a «Neon Lights». Días después, la cantante publicó en Facebook un vídeo teaser en el que anunciaba un live chat, en él se confirmaron dos cosas, una de ellas es que Neon Lights estaba programado para ser sencillo de su cuarto álbum de estudio DEMI.

## Video musical
Un video con la letra de la canción fue publicado el 6 de noviembre de 2013. El vídeo musical oficial, dirigido por Ryan Pallotta, fue lanzado el 21 de noviembre de 2013. En él se muestra a la cantante en medio de luces de neón y espejos junto a sus bailarines, también se intercalan escenas de Lovato nadando desnuda sobre el agua.

## Interpretaciones en directo
La primera vez que cantó la canción fue en el programa de Jay Leno, unos días más tarde la interpretaría en Ellen. La cantante también ha interpretado la canción en un show privado de 2vlive. Además, cantó la canción en el programa The X Factor USA en 2013.

## Créditos
- Voz: Demi Lovato
- Composición: Demi Lovato, Mario Marchetti, Noel Zancanella, Ryan Tedder y Tiffany Vartanyan
- Producción: Noel Zancanella y Ryan Tedder
- Instrumentación: Noel Zancanella y Ryan Tedder
- Programación: Noel Zancanella y Ryan Tedder
- Ingeniería: Smith Carlson
- Asistente de ingeniería: Micah Johnson

Fuente: Discogs

## Formatos y lista de canciones
- Descarga digital

| N.º | Título        | Escritor(es) | Duración |  |
| 1.  | «Neon Lights» |              | 3:53     |  |

- Neon Lights (Remixes) - EP

| N.º | Título                                                 | Escritor(es) | Duración |  |
| 1.  | «Neon Lights» (Betty Who Remix)                        |              | 3:17     |  |
| 2.  | «Neon Lights» (Cole Plante with Myon & Shane 54 Remix) |              | 6:06     |  |
| 3.  | «Neon Lights» (Jump Smokers Remix)                     |              | 4:06     |  |
| 4.  | «Neon Lights» (Belanger Remix)                         |              | 6:17     |  |
| 5.  | «Neon Lights» (Tracy Young Remix)                      |              | 7:25     |  |

- CD Promocional

| N.º | Título                                                 | Escritor(es) | Duración |  |
| 1.  | «Neon Lights» (Betty Who Remix)                        |              | 3:17     |  |
| 2.  | «Neon Lights» (Cole Plante with Myon & Shane 54 Remix) |              | 6:06     |  |
| 3.  | «Neon Lights» (Tracy Young Remix)                      |              | 7:28     |  |
| 4.  | «Neon Lights» (Country Club Martini Crew Remix)        |              | 6:17     |  |
| 5.  | «Neon Lights» (Jump Smokers Remix)                     |              | 4:07     |  |
| 6.  | «Neon Lights» (Belanger Remix)                         |              | 5:18     |  |
| 7.  | «Neon Lights» (DJ Penetrate Remix)                     |              | 5:37     |  |
| 8.  | «Neon Lights» (Cosmic Dawn Remix)                      |              | 6:59     |  |
| 9.  | «Neon Lights» (Filtercrush Remix)                      |              | 4:30     |  |
| 10. | «Neon Lights» (Mike Cruz Remix)                        |              | 8:00     |  |

## Posicionamiento en listas

### Semanales
| País              | Lista                   | Mejor posición |
| ----------------- | ----------------------- | -------------- |
| Bélgica (Flandes) | Ultratip 100            | 11             |
| Bélgica (Valonia) | Ultratip 100            | 15             |
| Brasil            | Brasil Hot 100 Airplay  | 54             |
| Brasil            | Brasil Hot Pop Songs    | 3              |
| Brasil            | ABPD                    | 22             |
| Canadá            | Canadian Hot 100        | 40             |
| Escocia           | Scottish Singles Top 40 | 9              |
| Estados Unidos    | Billboard Hot 100       | 36             |
| Estados Unidos    | Digital Songs           | 23             |
| Estados Unidos    | Radio Songs             | 12             |
| Estados Unidos    | Pop Songs               | 7              |
| Estados Unidos    | Dance/Club Play Songs   | 1              |
| Finlandia         | Radiosoittolista        | 62             |
| Irlanda           | Irish Singles Chart     | 67             |
| Israel            | Media Forest            | 32             |
| Líbano            | Lebanese Top 20         | 32             |
| Luxemburgo        | Billboard               | 14             |
| México            | Mexico Ingles Airplay   | 38             |
| México            | Mexico Airplay          | 39             |
| Nueva Zelanda     | RIANZ Singles Top 40    | 12             |
| Reino Unido       | Official Charts Company | 15             |
| República Checa   | Czech Radio Top 100     | 47             |
| Venezuela         | Record Report           | 10             |

#### Sucesión en lista
| Anterior: «Higher» de Deborah Cox con Paige | Dance/Club Play Songs — Sencillo número uno 1 de febrero de 2014 — 7 de febrero de 2014 | Siguiente: «Pompeii» de Bastille |

### Certificaciones
| País           | Organismo certificador | Certificación | Simbolización | Ventas certificadas | Ref.   |
| -------------- | ---------------------- | ------------- | ------------- | ------------------- | ------ |
| Estados Unidos | RIAA                   | Platino       | ▲             | 1 000 000           | [ 30 ] |
| Noruega        | IFPI — Noruega         | Platino       | ▲             | 60 000              | [ 31 ] |
| Nueva Zelanda  | RIANZ                  | Oro           | ●             | 7500                | [ 32 ] |